# El viaje infinito de Sancho Panza
El viaje infinito de Sancho Panza es una obra de teatro de Alfonso Sastre, escrita en 1984 y estrenada en 1992.

## Argumento
Revisión de la obra de Miguel de Cervantes en la que se invierten los papeles de Don Quijote y Sancho Panza, en la que el primero se muestra reacio en seguir los impulsos del segundo para recorrer La Mancha, deshaciendo entuertos, enfrentándose a los poderosos. Todo narrado en perspectiva por Sancho en su visita al psicólogo, tras la muerte de su señor y su intento de suicidio.

## Polémica
Sobre la obra se han hecho lecturas que interpretan pasajes como alusiones benévolas a la banda terrorista ETA.

## Estreno
- San Sebastián, 4 de septiembre de 1992. Representada en la Expo 92, 16 días después.[3]
  - Dirección: Gustavo Pérez Puig.
  - Intérpretes: Pedro Ruiz (Sancho), Juan Llaneras (Quijote), Felipe Jiménez, Paco Camoiras, Carlos Bofill.